# 김정환 (연출가)
김정환(1969년 ~ )은 KBS 시사교양본부의 프로듀서이다. 

## 경력
- KBS 예능본부 프로듀서
- KBS 시사교양본부 프로듀서

## 연출한 프로그램
- 슈퍼선데이
- 개그콘서트
- 부부클리닉 사랑과 전쟁
- 성장드라마 반올림
- 정글피쉬
- 정글피쉬2
- 러브 인 아시아
- 걸어서 세계속으로